# Vrouwengrootloge van België
De Vrouwengrootloge van België (Grande Loge Féminine de Belgique, V.G.L.B. of G.L.F.B.) is een Belgische obediëntie (koepelorganisatie van vrijmetselaarsloges) die uitsluitend toegankelijk is voor vrouwen en werkt in de drie symbolische basisgraden van leerling, gezel en meester.

## Wezen
De Vrouwengrootloge van België behoort tot de zogenaamde adogmatische of liberale strekking binnen de vrijmetselarij. Dat betekent dat zij niet werken vanuit een verplicht geloof in een opperwezen en de Bijbel niet steeds in hun werkplaatsen aanwezig is. Ze stellen elk dogma of verplicht geloof in een geopenbaarde god af te wijzen. Het staat de leden vrij te geloven of niet. De grote meerderheid van de leden is atheïst of agnost. De gewetensvrijheid van de leden gaat voor hen boven alles. Deze loges staan een absolute scheiding van Kerk en Staat voor. Om die redenen noemen de Angelsaksische loges deze loges, die in België, Frankrijk, Spanje, Italië en Latijns-Amerika het overwicht binnen de vrijmetselarij vormen, irregulier.
De waarden die hierbij centraal staan zijn de revolutionaire beginselen vrijheid, verdraagzaamheid, gelijkheid en broederlijkheid. Dit vertaalt zich in een gerichtheid op universalisme en kosmopolitisme en een radicale verdediging van het concept van de rechten van de mens.

## Geschiedenis
De Grande Loge Féminine de France (G.L.F.F.) richtte op 20 april 1974 een eerste loge te Brussel op. Er volgend bijkomende stichtingen in Luik, Brussel en Charleroi.
De Grande Loge Féminine de Belgique (G.L.F.B.) - Vrouwengrootloge van België (V.G.L.B.) werd in 1981 onder een Frans charter vanwege de Grande Loge Féminine Française (G.L.F.F.) opgericht.
Er bevinden zich tevens loges in Denemarken en de Verenigde Staten van Amerika.
In 2012 vierde de V.G.L.B. haar dertigste verjaardag. Zij telt circa 2000 leden verdeeld over 44 werkplaatsen.

## Organisatie

### Juridisch
De obediëntie is een vereniging zonder winstoogmerk. De hoofdzetel van de obediëntie is gevestigd te 1190 Vorst, Driesstraat 21. Ook aanverwante initiatieven en afzonderlijke loges hebben het statuut van een rechtspersoon.

### Structureel
De Vrouwengrootloge van België is een Belgische federatieve obediëntie van vrijmetselaarsloges wiens lidmaatschap exclusief voor vrouwelijke vrijmetselaars is. Het staat de individuele loges echter vrij gemeenschappelijke zittingen te organiseren met bevriende loges die exclusief heren opnemen, of een gemengd karakter hebben.

### Statistisch
De Vrouwengrootloge van België telt naar verluidt 1.640 uitsluitend vrouwelijke leden, verspreid over 35 werkplaatsen, waarvan 5 Nederlandstalige, 2 Deenstalige en 4 Engelstalige. Er is één tweetalige loge Frans-Nederlands in Kortrijk en één tweetalige loge Frans-Engels in Brussel. Per loge zouden er dus ongeveer 52 leden zijn.

## Aangesloten loges

### België
- Aat:
  - nº 30 : Séléné (XXXX) - Franstalig (M.F.R.)
- Antwerpen:
  - nº 7 : Aruna (XXXX) - Nederlandstalig (A.A.S.R.)
- Brussel:
  - nº 1 : Irini (1974) - Franstalig (A.A.S.R.) (overgekomen van G.L.F.F.)
  - nº 3 : La Source (1976) - Franstalig (M.F.R.)
  - nº 11 : La Croisée des Chemins (XXXX) - Frans- en Engelstalig (A.A.S.R.)
  - nº 12 : Egrégore (XXXX) - Franstalig (M.F.R.)
  - nº 14 : Isis (XXXX) - Franstalig (A.A.S.R.)
  - nº 18 : L'Inaccessible Etoile (XXXX) - Franstalig (F.R.)
  - nº 19 : L'Arbre de Vie (XXXX) - Franstalig (A.A.S.R.)
  - nº 20 : De Kiem (XXXX) - Nederlandstalig (A.A.S.R.)
  - nº 26 : L'Eau Vive (XXXX) - Franstalig
- Bergen:
  - nº 8 : Epona (XXXX) - Franstalig (A.A.S.R.)
- Charleroi:
  - nº ... : Egalite (1973) (overgekomen van G.L.F.F.)
  - nº 4 : L’Epi (XXXX) - Franstalig (M.F.R.)
- Dinant:
  - nº 29 : La Voile d'Héra (XXXX) - Franstalig (F.R.)
- Doornik :
  - nº 38 : Les Trois Arches (XXXX) - Franstalig (...)
- Forrières:
  - nº 6 : La Pierre et le Chêne (XXXX) - Franstalig (M.F.R.)
- Gent:
  - nº 17 : Tamina (XXXX) - Nederlandstalig (A.A.S.R.)
  - nº 27 : De Vierde Pijler (XXXX) - Nederlandstalig (F.R.)
- Hasselt:
  - n° 47 : Rhea (XXXX) - Nederlandstalig (...)
- Hoei:
  - n° 10 : Athéna (XXXX) - Franstalig (F.R.)
- Kortrijk:
  - nº 25 : Arcus Caelestis (XXXX) - tweetalig (A.A.S.R.)
- Luik:
  - nº 2 : Etoile Mosane (1976) - Franstalig (A.A.S.R.)
  - nº 13 : Initio (XXXX) - Franstalig (...)
  - nº 24 : La Pierre Franche (XXXX) - Franstalig (F.R.)
- Loupoigne:
  - nº 31 : La Planète Bleue (XXXX) - Franstalig (A.A.S.R.)
- Mechelen:
  - nº 28 : Vega (1996) - Nederlandstalig (M.F.R.)
- Namen:
  - nº 9 : Etre et devenir (XXXX) - Franstalig (F.R.)
- Spa :
  - nº 37 : Odyssee (XXXX) - Franstalig (...)
- Thuin:
  - nº 16 : Gaia (XXXX) - Franstalig (A.A.S.R.)
- Verviers:
  - nº 23 : Altaïr (XXXX) - Franstalig (A.A.S.R.)
- Waterloo:
  - nº 5 : Emeraude - Franstalig (M.F.R.)

### Denemarken
- Kopenhagen:
  - nº 15 : Freja (XXXX) - Deenstalig (A.A.S.R.)
- Odense:
  - nº 36 : Lilium - Deenstalig (...)

### Verenigde Staten
- New York-NY:
  - nº 21 : Universalis (XXXX) - Engelstalig (A.A.S.R)
  - nº 35 : Silence (XXXX) - Engelstalig (...)
- Los Angeles-CA:
  - nº 32 : Aletheia (XXXX) - Engelstalig (A.A.S.R.)
- Washington D.C.:
  - nº 34 : Emounah (XXXX) - Engelstalig (...)

## Gehanteerde riten
De Vrouwengrootloge van België beoefent in het Nederlands en in het Frans de volgende riten in de drie basisgraden:
- de Moderne Franse Ritus (M.F.R.): vult de ambachtelijke symboliek van de Britse erfenis aan met elementen uit de riddertraditie die door de Franse, vaak adellijke Vrijmetselaars was ingevoerd. De Ritus werd in Frankrijk gecodificeerd in 1786. De tijdgeest voegde er elementen aan toe van een verdraagzaam, eerder gesuggereerd dan verklarend christendom.
- de Aloude en Aangenomen Schotse Ritus (A.A.S.R.): die een christelijke inslag heeft.

De Vrouwengrootloge van België beoefent in het Engels de volgende ritus:
- de Aloude en Aangenomen Schotse Ritus (A.A.S.R.): die een christelijke inslag heeft.

De Vrouwengrootloge van België beoefent in het Deens de volgende ritus:
- de Aloude en Aangenomen Schotse Ritus (A.A.S.R.): die een christelijke inslag heeft.

## Internationale en bilaterale betrekkingen
De obediëntie was van 1984 tot 2020 aangesloten bij de vrijzinnige internationale vrijmetselaarskoepel C.L.I.P.S.A.S.. Tevens heeft zij in het verleden deel uitgemaakt van de vrijmetselaarskoepel S.I.M.P.A..
De obediëntie heeft hechte banden met het Grootoosten van België, de Le Droit Humain (België) en de Grootloge van België waarmee ze de Belgische vrijmetselarij vormt. Ze heeft geen relaties met de Reguliere Grootloge van België. De loges ervan komen vrijwel overal bijeen in de lokalen van het Grootoosten van België.